# Bombus franklini
Espèce
Statut de conservation UICN

 CR A2ace : 
En danger critique
Bombus franklini est une espèce en danger de bourdons de l'Ouest des États-Unis. Aperçu pour la dernière fois en 2006, il fait partie de la liste des 100 espèces les plus menacées au monde établie par l'UICN en 2012.